# 滨河路街道 (莱西市)
滨河路街道，是中华人民共和国山東省青岛市莱西市下辖的一个乡镇级行政单位。

## 行政区划
滨河路街道下辖以下地区：
珠江路社区、龙口中路社区、龙口东路社区、滨河路社区、苏州路社区、南龙湾庄村、北马家庄村、谭家院西村、臧家院西村、刘家院西村、黄花观村、院庄村、平林院村、新安村、焦格庄村、东沙格庄村、中沙格庄村和西沙格庄村。

## 人口
2010年中国第六次人口普查时，滨河路街道共有人口40277人。共有家庭13889户，平均每户2.84人。14岁以下的少年儿童共6955人，占总人口17.26%；15-64岁人口共30618人，占总人口76.01%；65岁及以上的老年人共2704人，占总人口的6.713%。男性共计19864人，占总人口49.31%；女性共计20413，占总人口50.68%。本地居住的人口中，拥有本地户籍的人口为24689人，占61.29%。